# Špačince
Špačince (allemand : Spatzing ) est un village de Slovaquie situé dans la région de Trnava.

## Histoire
Première mention écrite du village en 1275.

## Démographie

### Évolution de la population
| Année:               | 1994. | 2004.   | 2014.    | 2024.    |
| -------------------- | ----- | ------- | -------- | -------- |
| Nombre de personnes: | 2039  | 2018    | 2613     | 3378     |
| Différence:          |       | -1,02 % | +29,48 % | +29,27 % |

| Année:               | 2023. | 2024.   |
| -------------------- | ----- | ------- |
| Nombre de personnes: | 3383  | 3378    |
| Différence:          |       | -0,14 % |